# Дум-Дум
Дум-Дум (фр. Doum Doum) — деревня и супрефектура в Чаде, расположенная на территории региона Лак. Входит в состав департамента Вайи.

## Географическое положение
Деревня находится в западной части Чада, к востоку от озера Чад, на высоте 281 метра над уровнем моря.
Населённый пункт расположен на расстоянии приблизительно 118 километров к северо-северо-востоку (NNE) от столицы страны Нджамены

## Население
По данным официальной переписи 2009 года численность населения Дум-Дума составляла 62 166 человек (31 169 мужчин и 30 997 женщин). Население супрефектуры по возрастному диапазону распределилось следующим образом: 52,2 % — жители младше 15 лет, 43 % — между 15 и 59 годами и 4,8 % — в возрасте 60 лет и старше.

## Транспорт
Ближайший аэропорт расположен в городе Нгури.